# Оомицете
Пероноспоромицете или оомицете (Peronosporomycetes) су група хетероконтних протиста, у коју спадају веома специјализовани организми — сапрофити у воденој средини (Saprolegnia), или патогени биљака (родови Albugo, Phytophthora, Peronospora).

## Карактеристике грађе
имају талус мицелијске грађе, услед чега су раније сматране гљивама. Карактерише их ћелијски зид од глукана и целулозе, ретко са присуством хитина. Талус ових организама је нежан, разгранат, не поседује септе (ценоцитичан талус).